# Engelszell (queso)
El queso Engelszell se elabora la abadía de Engelszell cerca de Engelhartszell, Austria.
Es un queso que se ha recuperado la tradición de su elaboración. Los monjes refugiados de Mariastern se llevaron con ellos la receta, pero resultaba inadecuada ante la tecnología y las exigencias de hoy día. A petición de la comunidad de Engelszell, el monasterio amigo Cisterciense de la abadía de Schlierbach, fabricó, de modo experimental, en su grande quesería moderna, tres clases de quesos diferentes, de los cuales los monjes de Engelszell eligieron el que mejor correspondía al queso de antaño. La quesería de la abadía de Schlierbach asume aún la producción corriente.
El queso se comercializa bajo el nombre «queso trapense de Engelszell Bio».
Se trata de un queso blando con corteza lavada, disponible en ruedas de más o menos de 1 kilo, y en ruedas pequeñas de 150 gramos.